# Alex Mermoz
Alex Mermoz Djatche Nandje (* 3. November 2003) ist ein kamerunischer Fußballspieler.

## Karriere
Alex Mermoz stand bis Juni 2023 beim kamerunischen Verein Fovu Club in Baham unter Vertrag. Im Juli 2023 zog es ihn nach Thailand. Hier nahm ihn der Drittligist Samut Sakhon City FC unter Vertrag. Mit dem Verein spielt er zehnmal in der Bangkok Metropolitan Region der Liga. Im November 2023 wechselte er in die Eastern Region, wo er in Sattahip einen Vertrag beim Navy FC unterschrieb. Nach sieben Ligaspielen wurde sein Vertrag im Sommer 2024 nicht verlängert. Im August 2024 nahm ihn der in der Central Region spielende Lopburi City FC unter Vertrag. Am Ende feierte er mit dem Verein aus Lopburi die Vizemeisterschaft der Region. In den Aufstiegsspielen zur zweiten Liga konnte man sich jedoch nicht durchsetzen. Für Lopburi bestritt er 19 Ligaspiele. Hierbei erzielte er zehn Treffer. Im Sommer 2024 wechselte er in die zweite Liga. Hier unterschrieb er in Chiangmai einen Vertrag beim Chiangmai United FC. Sein Zweitligadebüt gab er am 17. August 2025 (1. Spieltag) im Heimspiel gegen den Kasetsart FC. Bei dem 1:1-Unentschieden stand er in der Startelf und spielte die kompletten 90 Minuten.